# De mijn van Prosit
De mijn van Prosit is het elfde album uit de stripreeks Blueberry van Jean-Michel Charlier (scenario) en Jean Giraud (tekeningen). Het vormt een tweeluik met het hierna verschenen deel Het spook van de goudmijn. Door liefhebbers wordt dit als het beste werk van Charlier en Giraud beschouwd. Het album verscheen voor het eerst in 1974 bij zowel uitgeverij Lombard als uitgeverij Semic Press. Het album is daarna nog zeven keer herdrukt, voor het laatst in 1994. Ook verscheen er een hardcover editie (1978). De mijn van Prosit werd in 2017 samen met de delen Generaal Geelkop en Het Spook van de Goudmijn integraal uitgegeven door Dargaud.

## Inhoud

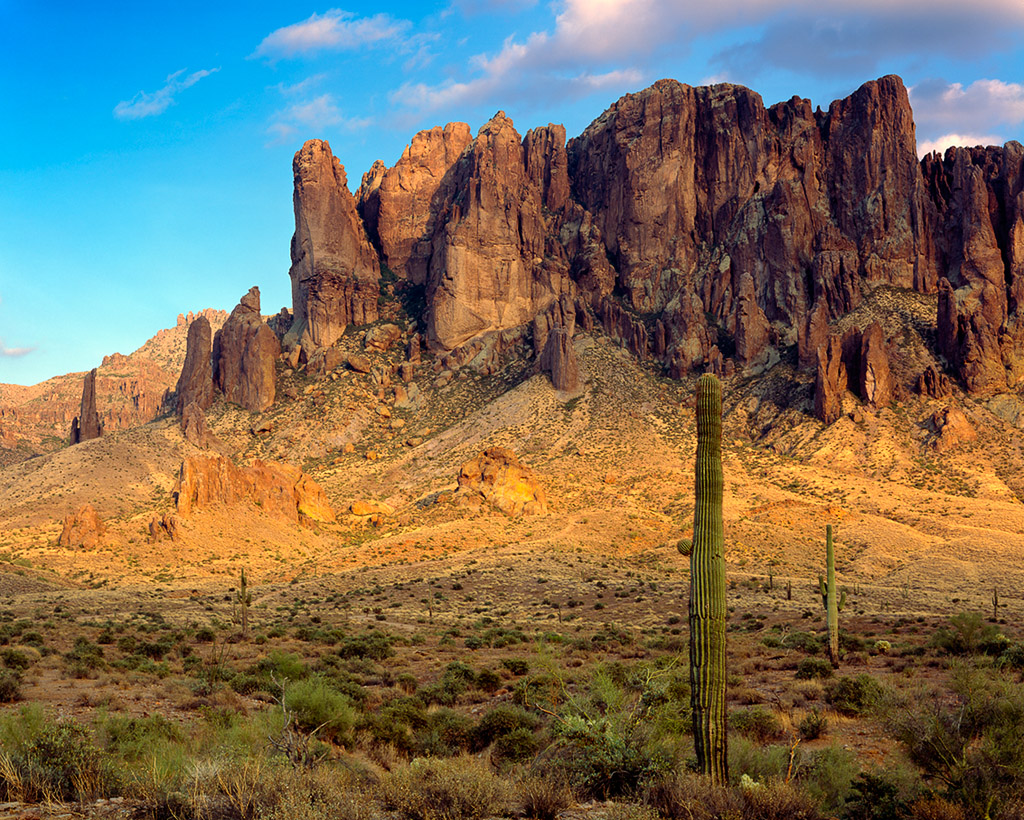
De Flat Iron-bergtop

In het album 'de mijn van Prosit' heeft de schrijver Charlier de legende over Lost Dutchman's Gold Mine verwerkt die zich afspeelt in de Superstition Mountains.
Blueberry is gestationeerd in het woestijnstadje Palomito en vervangt hier de sheriff. Bij een bargevecht maakt hij kennis met Prosit Luckner die zich voordoet als Werner von Lückner, een voormalig officier uit het Pruisische leger van adellijke afkomst. Prosit wordt door diverse personen belaagd die het op hem voorzien hebben. Prosit sluit vriendschap met Jim MacClure en weet deze in te palmen met zijn verhaal over een goudmijn die in de Superstition Mountains moet liggen, middenin vijandig Indianen-gebied.

## Hoofdpersonen
- Blueberry, cavalerie luitenant
- Jim MacClure, oudere metgezel van Blueberry
- Prosit Luckner, Duitse oplichter
- Barnett, een slachtoffer van Prosit
- Wally Blount, premie-jager
- Cole 'Crazy' Timbley, premie-jager